# Miloš Kosanović
Miloš Kosanović (in serbo Mилoш Kocaнoвић?; Čonoplja, 20 maggio 1990) è un calciatore serbo, difensore dello Železničar Pančevo.

## Caratteristiche tecniche
Difensore centrale, può giocare anche come terzino.

## Carriera

### Club
Nel luglio del 2010 il KS Cracovia lo preleva dal Mladost Apatin per € 100.000. Il 3 gennaio 2014 passa ai belgi del Mechelen in cambio di € 0,3 milioni.

### Nazionale
Nel 2015 ha giocato una partita nella nazionale serba.

## Palmarès

### Club

#### Competizioni nazionali
- Lega professionistica degli Emirati Arabi Uniti: 1

Al-Jazira: 2020-2021